# Жабраилов, Руслан Зайнайдиевич
Руслан Зайнайдиевич Жабраилов (род. 1960, Хасавюрт, Дагестанская АССР) — советский борец вольного стиля, победитель и призёр международных турниров, мастер спорта СССР международного класса, Заслуженный тренер СССР. Выступал в весовых категориях до 82 и 90 кг.

## Биография
Чеченец-аккинец. Родился в 1960 году в Хасавюрте. В семье было шесть детей. В 1969 году семья осталась без отца. Под влиянием старшего брата Руслан с 13 лет стал заниматься борьбой.
В 1977 году его тренер Салим Нуцалханов переезжает в Черкесск, куда забирает с собой и своих воспитанников. Туда же вскоре приехал и другой известный тренер Асламбек Дзагоев. Вскоре братья Жабраиловы добиваются первых серьёзных успехов. Так, Руслан Жабраилов стал чемпионом России.
В 1981 году Руслан Жабраилов возвращается в Хасавюрт, где он продолжает тренироваться самостоятельно и начинает тренировать своих братьев. Поскольку все братья часто боролись в одной весовой категории, то им порой приходилось на соревнованиях бороться друг с другом. При этом младшие братья в итоговом протоколе часто оказывались выше своего старшего брата.
В 1988 году окончил Высшую школу тренеров в Москве. В 1989 году Руслану Жабраилову было присвоено звание Заслуженный тренер РСФСР, а на следующий год — Заслуженный тренер СССР.

## Известные воспитанники
Младшие братья:
- Жабраилов, Лукман Зайнайдиевич (1962) — чемпион и призёр чемпионатов СССР, призёр чемпионатов Европы, чемпион мира и обладатель Кубка мира, мастер спорта СССР международного класса.
- Жабраилов, Эльмади Зайнайдиевич (1965) — чемпион и призёр чемпионатов СССР, чемпион Азии, победитель Восточноазиатских игр, серебряный призёр Азиатских игр, чемпион и призёр чемпионатов Европы и мира, серебряный призёр летних Олимпийских игр 1992 года в Барселоне.